# Eskobar
Eskobar é uma banda rock da Suécia, mais conhecida pelo single de 2002 Someone New, com Heather Nova.

## História
A banda formou-se em 1996 – na altura numa pequena localidade, Åkersberga, a 30Km da sua actual localização Estocolmo. Em 1999, assinaram com a V2 Records, depois de lhes terem enviado uma demo com 3 canções. No dia 21 de Novembro de 1999, sai o primeiro single On A Train, e no ano seguinte o primeiro álbum til We're Dead. Em 2002 alcançam o êxito internacional ao lado de Heather Nova com Something New.
Criam a própria editora, Gibulchi Records, em 2006, lançando o primeiro álbum na sua editora- Eskobar- um álbum mais acústico com 11 músicas. Em 2008, o grupo lança o quinto álbum Death in Athens.

## Discografia

### Álbuns
- Death in Athens (2008)
- Eskobar (2006)
- A Thousand Last Chances (2004)
- There's Only Now (2001)
- 'til We're Dead (2000)

### Singles
- Halleluja New World" (2008)
- As the world turns" (2008)
- Whatever This Town (2006)
- Devil Keeps Me Moving (2006)
- Persona Gone Missing (2006)
- Even If You Know Me (2005)
- You Got Me (2004)
- Bring The Action (2004)
- Love Strikes (3" CD) (2003)
- Love Strikes (2003)
- Singles Collection Volume Two (caixa) (2003)
- Singles Collection Volume One (caixa) (2003)
- Love Strikes" (2003)
- Move On" (2002)
- On The Ground (2002)
- Someone New (com Heather Nova)(2002)
- Tell Me I'm Wrong (2001)
- Into Space (2001)
- Tumbling Down (Dead Mono Version) (2001)
- Counterfeit EP (2000)
- Tumbling Down (2000)
- Good Day For Dying (2000)
- On A Train (7" Vinyl) (2000)
- On A Train (1999)
- Promo Single (7" Vinyl) (1999)